# Каитапрам Вишванатан
Каитапрам Вишванатан Намбудири (малаял. കൈതപ്രം വിശ്വനാഥന് നമ്പൂതിരി; 4 декабря 1963, Каитапрам, Керала — 29 декабря 2021, Кожикоде, Керала) — индийский кинокомпозитор, сочинявший музыку для фильмов на малаялам.

## Биография
Родился в 1963 году в деревне Каитапрам округа Каннур в семье музыкантов Каннади Кешавана Намбудири и Адити Антарджанам и был младшим из четверых детей.
Его старший брат — композитор и поэт-песенник Каитапрам Дамодаран Намбудири.
Окончил музыкальный колледж Свати Тирунал в Тируванантапураме, получив титул «ганабхушанам» (досл.: «сокровище музыки»). Некоторое время работал учителем музыки в школе Матамангалама в округе Каннур и старшей школе Раджи в Нилешвараме, а затем открыл собственную музыкальную школу «Шрутилая» (Sruthilaya) в Пайянуре.
Ещё во время работы в Нилешвараме он начал сочинять песни для своих учеников, с которыми они завоевали призы на государственном школьном фестивале искусств.
В кино Вишванатан дебютировал, помогая своему брату написать музыку к фильму Desadanam, снятому Джаяраджем в 1996 году.
Как самостоятельный композитор впервые выступил в фильме Kaliyattam (1997) того же режиссёра, который был адаптацией шекспировского «Отелло».
А музыка, написанная для фильма Kannaki (2001), принесла композитору кинопремию штата Керала.
Всего за карьеру сочинил музыку для 23 фильмов, в числе которых Daivanamathil (2005), Eakantham (2006) и Neelambari (2010). Песня «Saare Saare Saambare» из фильма Thilakkam (2003) была одной из самых популярных композиций своего времени, особенно среди детей.
Из других песен фильма выделяют «Neeyoru Puzhayay» и «Enikkoru Pennundu». К успешным работам композитора можно также причислить «Aadedee Aadaadedee» из Ullam (2005) и «Swantham Swantham» из Madhya Venal (2009), которые принесли своим исполнителям кинопремию штата.
Вишванатан скончался 29 декабря 2021 в Онкологическом центре MVR в Кожикоде, где проходил лечение от рака.
У него остались жена Гаури Антарджанам и трое детей — Адити, Нармада и Кешав.